# Family Circle Cup 1980
Il Family Circle Cup 1980 è stato un torneo di tennis giocato sulla terra verde.
È stata l'8ª edizione del Family Circle Cup, che fa parte del WTA Tour 1980.
Si è giocato al Sea Pines Plantation di Hilton Head Island negli Stati Uniti dal 7 al 13 aprile 1980.

## Campionesse

### Singolare
Tracy Austin ha battuto in finale  Regina Maršíková con il punteggio di 3–6, 6–1, 6–0

### Doppio
Kathy Jordan /  Anne Smith hanno battuto in finale  Candy Reynolds /  Paula Smith con il punteggio di 6–2, 6–1